# Idiops hamiltoni
Idiops hamiltoni är en spindelart som först beskrevs av Pocock 1902.  Idiops hamiltoni ingår i släktet Idiops och familjen Idiopidae. Inga underarter finns listade i Catalogue of Life.